# Becque de Neuville
La becque de Neuville est un cours d'eau franco-belge dont le bassin versant, affluent de la Lys et donc sous-affluent de l'Escaut, couvre 3,1 km2. 

Longtemps utilisée comme fossé d'évacuation des eaux usées à ciel ouvert ou couverte comme à Tourcoing, ses eaux étaient de mauvaise qualité n’en autorisant aucun usage. Depuis la construction de la station d'épuration de Neuville-en-Ferrain en 2004, la qualité de son eau s'améliore.
Elle traverse les communes de Tourcoing, Neuville-en-Ferrain, Roncq pour se jeter dans la Lys à Halluin.

## Affluents
La becque de Neuville a trois affluents :
- la becque du Bas-Quartier
- la becque du Clinquet provenant de Tourcoing.
- la becque de la Viscourt dont la source se trouve à Linselles.